# Jonathan Dove
Jonathan Dove (* 18. Juli 1959 in London) ist ein britischer Komponist.

## Leben
Dove, Sohn eines Architektenehepaars, war Kompositionsschüler von Robin Holloway in Cambridge. Nach dem Diplom arbeitete er als Liedbegleiter, Repetitor, Animateur und Arrangeur. In Glyndebourne, wo er bei einem Opernprojekt assistiert hatte, erhielt er einen ersten Kompositionsauftrag. Von 2001 bis 2006 war er Künstlerischer Direktor des Spitalfields Festival.

## Schaffen
Doves Werkkatalog umfasst mehr als 20 Opern, Chorwerke, Instrumental- und Orchestermusik sowie Bühnenmusik für das National Theatre in London, die Royal Shakespeare Company und das New York Shakespeare Festival.
Die 1998 komponierte Flughafenkomödie Flight wurde beim Glyndebourne Festival uraufgeführt und brachte Dove den Durchbruch. Zwei speziell für das Fernsehen geschriebene Opern erreichten ein Millionenpublikum: When She Died… (2002) handelt von den Reaktionen auf den Tod Prinzessin Dianas (gebürtige Diana Spencer), in Man on the Moon (2006) geht es um Buzz Aldrin, den zweiten Menschen auf dem Mond. Zwei Auftragswerke für die Opera North in Leeds haben auch das deutsche Opernpublikum erreicht: The Adventures of Pinocchio nach dem Kinderbuch von Carlo Collodi wurde zu Weihnachten 2007 in Leeds uraufgeführt, die Deutsche Erstaufführung unter dem Titel Pinocchios Abenteuer fand 2008 im Opernhaus Chemnitz statt. Swanhunter, eine Fantasy-Kurzoper nach Motiven des finnischen Kalevala-Epos, erlebte an denselben Häusern 2009 ihre Uraufführung und 2011 ihre Deutsche Erstaufführung.
Ein besonderes Engagement Doves gilt der Kulturarbeit auf lokaler Ebene. Mit „Community-Opern“ wie The Palace in the Sky (2000) bringt er Menschen unterschiedlicher Herkunft und Bildung zusammen, um gemeinsam ein musikalisches Projekt zu gestalten.
Dove wurde auch mit Kompositionen für öffentliche Feiern beauftragt. So begleitete seine Musik die Feiern zur Jahrtausendwende am Millennium Dome in London und im Juni 2000 zur Eröffnung der Millennium Bridge (London), die zwischen St Paul’s Cathedral und der Tate Gallery of Modern Art die Themse überquert.

## Werke (Auswahl)

### Opern

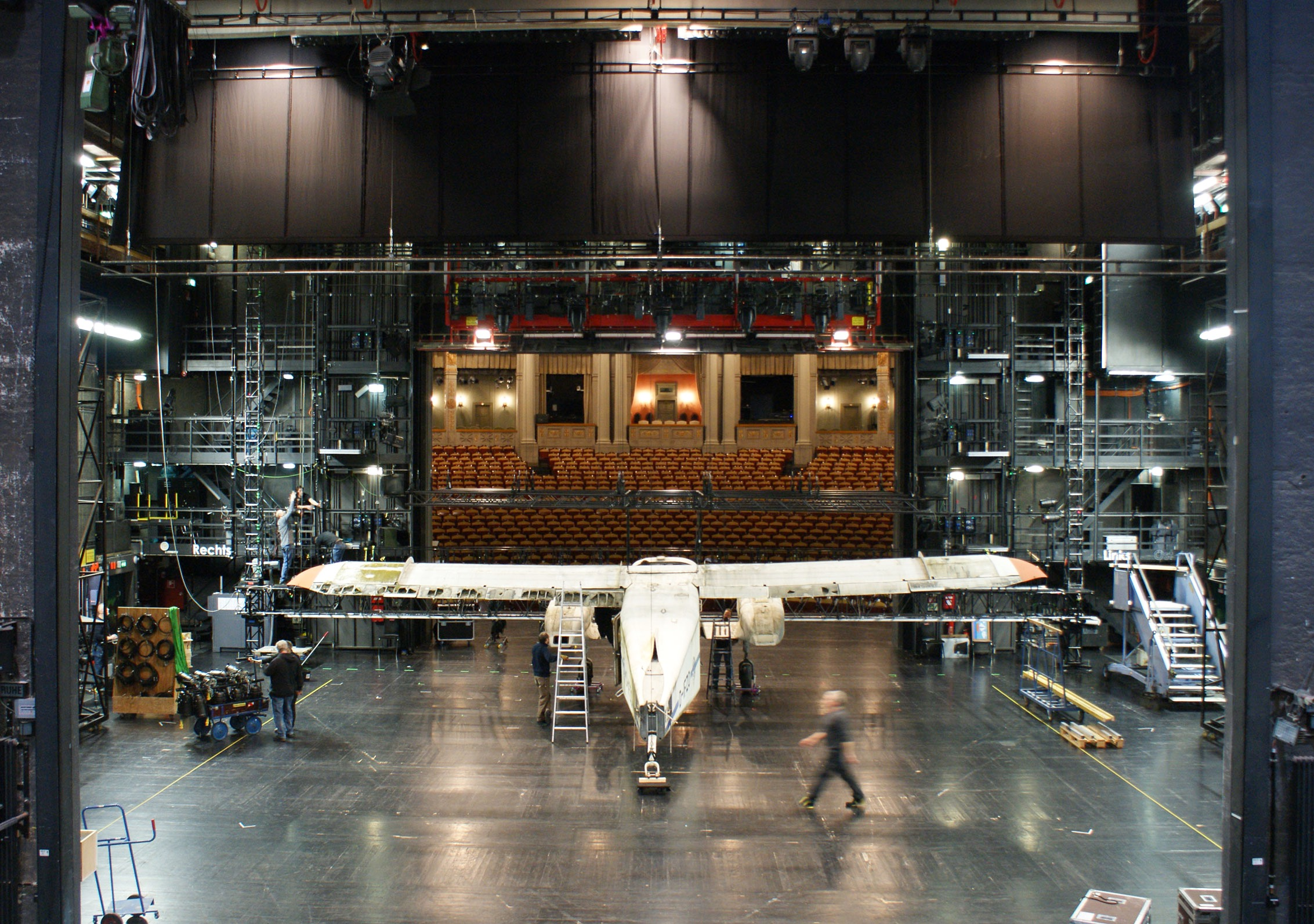
Flight (1998), backstage im Münchner Prinzregententheater, Februar 2017

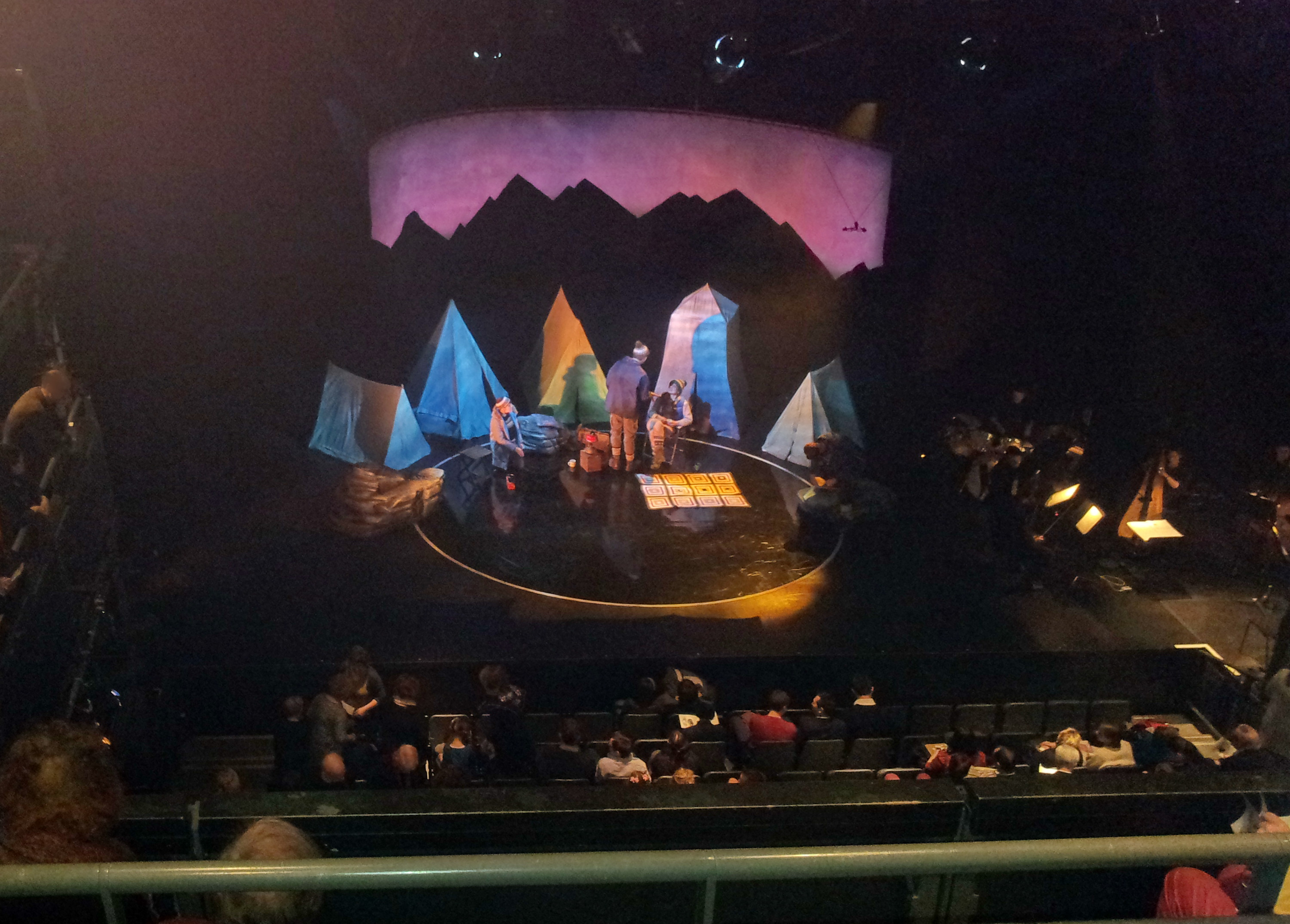
Swanhunter, eine Kammeroper aus 2009, hier im Linbury Studio Theatre des ROHs, London, April 2015

- Hastings Spring (Community-Oper, 1990)
- Pig (Kammeroper, 1992)
- Siren Song (1994)
- Flight (1998)
- Tobias and the Angel (Kirchenoper, Libretto: David Lan)
- The Palace in the Sky (Community-Oper, 2000)
- L’altra Euridice (2002)
- When She Died… (Death of a Princess) (TV-Oper anlässlich des 5. Todestages von Prinzessin Diana, 2002)
- Man on the Moon (TV-Oper, 2006)
- Hear Our Voice (Community-Oper in Zusammenarbeit mit Matthew King, Libretto von Tertia Sefton-Green, 2006)
- The Enchanted Pig (Libretto von Alasdair Middleton, 2007)
- The Adventures of Pinocchio (Libretto von Alasdair Middleton, 2007)
- Swanhunter (Libretto von Alasdair Middleton, 2009)
- Mansfield Park (Kammeroper nach dem Roman von Jane Austen, 2011)
- Life is a Dream (Oper nach dem Versdrama Das Leben ist ein Traum von Pedro Calderón de la Barca, Libretto von Alasdair Middleton, 2012)
- The Monster in the Maze (Oper nach der Minotaurus-Sage, 2014)
- Marx in London (Eine Komödie, Libretto von Charles Hart, 2018)
- Itch (Oper nach den Romanen von Simon Mayo, Libretto von Alasdair Middleton, 2023)
- In 80 Tagen um die Welt (Oper nach Jules Verne, Libretto von Peter Lund, 2024)

### Andere Werke
- The Passing of the Year (Liederzyklus für zwei Chöre und Piano, 2000)
- The Magic Flute Dances (Flötenkonzert, 2000)
- His Dark Materials Part I & II (2003)
- On Spital Fields (Community-Kantate, 2005)
- Airport Scenes (Orchestersuite mit musikalischen Motiven der Oper Flight, 2006)
- Missa Brevis (2009)